# Birgit Busch
Birgit Busch (* 19. Oktober 1956 in Bremen) ist eine deutsche Politikerin (SPD) und war Abgeordnete der Bremischen Bürgerschaft.

## Biografie

### Ausbildung und Beruf
Birgit Busch absolvierte nach der Realschulzeit von 1973 bis 1976 die Ausbildung zur Beamtin im mittleren Dienst. Danach war sie in den Jahren 1976 bis 1984 im Stadtplanungsamt und von 1984 bis 1987 bei dem Senator für Arbeit tätig. Zwischen 1987 und 1990 besuchte sie die Fachhochschule für öffentliche Verwaltung in Bremen und schloss diese als Diplom-Verwaltungswirtin ab. 1990 und 1991 war sie beim Senator für Arbeit (Bereich Arbeitsmarktpolitik) und 1991 bis Juni 1999 beim Senator für Wirtschaft, Mittelstand, Technologie und Europaangelegenheiten im Bereich der Technologieförderung zuletzt als Amtsrätin beschäftigt.

### Politik
Busch trat im Jahr 1985 in die SPD ein und war von 1987 bis 1991 Hauptkassiererin und dann Stellvertretende Vorsitzende des SPD-Ortsvereins Findorff. Seit 1986 ist sie Unterbezirks- und Landesdelegierte der SPD.
In den Jahren 1999 bis 2011 war Busch Abgeordnete in der Bremischen Bürgerschaft. Sie war Stellvertretende SPD-Fraktionsvorsitzende und vertreten in den Ausschüssen für Bürgerbeteiligung und Beiratsangelegenheiten  (Stadtbürgerschaft), für Informations- und Kommunikationstechnologie und Medienangelegenheiten, für Wissenschaft und Forschung, im Betriebsausschuss Umweltbetrieb Bremen, im nichtständigen Ausschuss Umsetzung der Föderalismusreform II im Land Bremen, in den Haushalts- und Finanzausschüssen und im Verfassungs- und Geschäftsordnungsausschuss sowie in der Deputation für Wirtschaft und Häfen.